# Lingua inglese media
L'inglese medio (Middle English) è il nome dato alla fase storica successiva all'inglese antico, parlata nel periodo compreso tra l'invasione normanna e il tardo Rinascimento inglese. Grazie a Geoffrey Chaucer l'inglese medio emerse come una lingua letteraria, soprattutto grazie alla sua più celebre opera, i Racconti di Canterbury.

## Storia
Alla morte di Edoardo il Confessore (1066) si scatenò la lotta per il trono d'Inghilterra tra Aroldo II, discendente designato dal re morente, e Guglielmo Duca di Normandia. Il 14 ottobre 1066 Guglielmo (da allora detto Il Conquistatore) sbaragliò le truppe di Aroldo nella Battaglia di Hastings e venne incoronato a Westminster il giorno di Natale del 1066.
Il giorno della Battaglia di Hastings passò alla storia inglese come il "Giorno del Giudizio". Lo fu certamente per i nativi che persero quello che avevano (dall'Apocalisse fu soprannominato anche l'enorme libro il Domesday Book: dom è la grafia arcaica per l'attuale doom, "giorno del giudizio". Si tratta del libro in cui Guglielmo I fece catalogare meticolosamente tutte le proprietà dell'isola, fino all'ultima pietra). L'antica lingua inglese, tuttavia, resistette a lungo, anche perché i Normanni continuarono a essere malvisti per secoli e odiati dalla popolazione: i testi di William Langland (XIII secolo) sono oggi incomprensibili anche per un madrelingua di una certa cultura, mentre Geoffrey Chaucer (XIV secolo) è già leggibile e incorpora una grande quantità di francesismi. Si nota anche la caduta dei casi tipici delle antiche lingue germaniche.
Con il progressivo insediamento di una nuova classe governativa ed ecclesiastica normanna, l'inglese avviò comunque una lenta regressione dinanzi alla preponderanza del franco-normanno. Gli stessi re passavano spesso più tempo nei loro possedimenti francesi che sull'isola: le loro terre, nel XII secolo, comprendevano l'Angiò, il Maine, la Turenna, il Poitou e l'Aquitania, oltre all'Inghilterra e alla Normandia.
Con Giovanni Senzaterra pressoché tutti i possedimenti francesi andarono perduti (tranne le Isole del Canale, ultimo brandello del Ducato di Normandia). A partire dalla Guerra dei Cent'Anni i legami con la Francia, quindi, si affievolirono. Il vecchio proverbio "Jack wold be a gentilman if he cold speke Frensk" cominciò a perdere molto del suo significato. In Inghilterra cominciò a delinearsi un nuovo standard, basato sul dialetto di Londra e delle Home Counties.

### Le origini della lingua
Syððan wæs geworden þæt he ferde þurh þa ceastre and þæt castel: godes rice prediciende and bodiende. and hi twelfe mid. And sume wif þe wæron gehælede of awyrgdum gastum: and untrumnessum: seo magdalenisce maria ofþære seofan deoflu uteodon: and iohanna chuzan wif herodes gerefan: and susanna and manega oðre þe him of hyra spedum þenedon;
— Traduzione del Vangelo secondo Luca 8.1–3 dal Nuovo Testamento
Sebbene sia possibile sopravvalutare l'entità dello shock culturale rappresentato dal passaggio di potere del 1066, la rimozione dai livelli più alti di una classe sociale politica ed ecclesiastica anglofona, ed il loro rimpiazzamento con una  parlante normanno, essa ha aperto la possibilità all'introduzione del francese come lingua per la parlata gentile e per la letteratura ed ha fondamentalmente alterato il ruolo dell'inglese antico nel campo dell'istruzione e dell'amministrazione. Sebbene l'inglese antico fosse senza significato standardizzato in inglese moderno, le sue forme di scrittura erano meno soggette alle variazioni dialettali in generale rispetto all'inglese rinascimentale.
Tuttora, dopo quasi mille anni, l'influenza normanna sulla lingua inglese è ancora visibile.
Prendete in considerazione ad esempio questa lista di parole in inglese moderno.  La prima di ogni coppia è derivata dall'antico inglese e la seconda è di origine anglo-normanna: pig/pork (maiale), cow/beef (mucca, manzo), wood/forest (foresta), sheep/mutton (pecora, montone), house/mansion (casa, villa), worthy/honourable (onorevole), bold/courageous (coraggioso).
Il ruolo dell'anglo-normanno come lingua usata negli atti di governo e di legge può essere notato dall'abbondanza delle parole nell'inglese moderno, appartenenti al gergo giuridico, derivate dall'anglo-Normanno: court (corte), judge (giudice), jury (giuria), appeal (appello), parliament (parlamento). Sono anche prevalenti i termini legati alle culture cavalleresche che crebbero nel XII secolo come risposta ai requisiti del feudalesimo ed all'attività dei crociati. Presto, questo vocabolario di comportamento raffinato comincia a farsi posto nell'inglese: la parola 'debonaire' (affascinante, sofisticato) appare nelle Peterborough Chronicle, del 1137, come anche 'castel' (castello), un altro termine di importazione normanna che acquista sempre più un alto uso.
Questo periodo di attività trilingue ha permesso lo sviluppo di sinonimi flessibili tripli nell'inglese moderno. Per questo motivo, l'inglese ha tre parole per descrivere brevemente "di o correlato ad un re":
- kingly dall'antico inglese,
- royal dal francese e
- regal dal latino.

### IlPrologodeiCanterbury Tales
Geoffrey Chaucer, autore dei Canterbury Tales è riconosciuto come padre della letteratura inglese e in particolar modo si deve a lui uno dei primi celebri utilizzi del Medio inglese. Il testo del Prologo infatti mostra la lingua e la somiglianza che ha questa con il moderno inglese.
| Whan that Aprill with his shoures sote The droghte of Marche hath perced to the rote, And bathed euery veyne in swich licour, Of which vertu engendred is the flour; Whan Zephirus eek with his swete breeth Inspired hath in euery holt and heeth The tendre croppes, and the yonge sonne Hath in the Ram his halfe course yronne, And smale fowles maken melodye, That slepen al the niȝt with open ye— So priketh hem Nature in hir corages— Than longen folk to goon on pilgrimages, And palmeres for to seken straunge strondes, To ferne halwes, couthe in sondry londes; And specially, from euery shires ende Of Engelond to Caunterbury they wende, The holy blissful martir for to seke, That hem hath holpen, whan that they were seke. | Trasposizione in moderno inglese: When April with its sweet showers has pierced the drought of March to the root, and bathed every vein in such liquor from whose power the flower is engendered; when Zephyr [il vento dell'ovest] also, with his sweet breath has blown [in vita] in every wood and heath the tender crops, and the young sun has run his half-course in the sign of the Ram [Ariete], and small fowls make melody, who sleep all night with open eye - so Nature stimulates them in their hearts - THEN people long to go on pilgrimages, and palmers [pellegrini che portano foglie di palma] to seek strange strands [coste, litorali], to far [lontani] saints [luoghi santi], known in various lands; and specially, from every shire's end [da ogni paese] in England, to Canterbury they wend [vanno; went deriva da "wend"], to seek the holy blissful martyr [Tommaso Becket] who helped them when they were sick. |

## Grammatica
La grammatica del medio inglese prevede un sistema di declinazioni semplificato rispetto all'antico inglese, molto più prossimo all'inglese moderno.

### Nomi
Nonostante la perdita di alcune inflessioni declinazionali, il medio inglese conserva due diverse declinazioni per il nome, derivate dell'antico inglese: ad esempio si può vedere ciò comparando le parole engel (angel) e nome (name):
|         | singolare | singolare | plurale     | plurale |
| ------- | --------- | --------- | ----------- | ------- |
| nom/acc | engel     | nome      | engles      | nomen   |
| gen     | engles*   | nome      | engle(ne)** | nomen   |
| dat     | engle     | nome      | engle(s)    | nomen   |

La forma plurale s è sopravvissuta fino al moderno inglese, mentre la forma -n è più rara, ma non totalmente estinta: troviamo infatti termini come oxen, children, brethren e in alcuni dialetti eyen, al posto di eyes.

### Fonologia
Molti dettagli della fonologia del medio inglese ci sono noti grazie all'Ormulum, un'esegesi in versi della Bibbia nella quale l'autore ha utilizzato un'ortografia esclusivamente fonetica con il preciso scopo di illustrare la corretta pronuncia.
Nel passaggio dall'AI al MI hanno luogo i seguenti mutamenti fonetici:
- /a/ lunga passa a /ɔ/ lunga aperta (stān > ston).
- [æː] > [eː] (tǣcan > techen).
- [æ] resta immutata. Viene resa con a.
- [y] > [i].
- [eɜ] > [ɛ].
- [æɜ] > [a].
- [eːɜ] > [eː].
- [æːɜ] > [ɛː].
- Alcune vocali si allungano: climban > climben [ˈkliːmbən], milde > milde [ˈmiːldə], gatu > gate [ˈɡaːtə].
- Cade la n finale, tranne nell'infinito e nel part. pass. dei verbi forti.
- hl-, hn-, hr- perdono la h (hnutu > nute).
- Cade la finale -ch (luflīc > ingl. med. luvelich > moderno lovely).

### Perdita della flessione
Fatti di fonetica e di analogia, in parte già attivi nel tardo AI, portarono alla quasi totale perdita della flessione. Tutte le finali -m diventarono -n. Contemporaneamente le vocali a, o, u, e in sillaba atona tesero verso il suono indistinto (schwa) e vennero generalmente scritte e (talvolta i).

La flessione dapprima si riduce a tre casi con la perdita dell'accusativo (ston, stones, stone), ma già in Sir Gawain and the Green Knight il dativo è scomparso (stan, stanes).

Per il plurale si estende la desinenza -es - -en per alcuni antichi sostantivi in nasale (oxen).

L'aggettivo si riduce a un singolare adesinenziale e a un plurale in -e (blind, blinde). Presto cadde anche questa marca del plurale (blind, blind).

Una delle conseguenze più rilevanti dei fatti fonetici descritti fu la perdita pressoché totale del genere grammaticale.
AI stān, stānas, stāne, stān
MI ston, stones, ston(e)
AI stānas, stāna, stānum, stānas
MI stones
Inoltre, scompare il duale.

### Pronomi
Con la perdita della flessione, i parlanti dipesero in misura sempre maggiore dai pronomi per avere indicazioni sul genere, sul caso e (quando gli aggettivi persero la desinenza -e del plurale) anche sul numero. Tra i dimostrativi delle forme AI sê, sêo e þæt solamente the e that, originariamente forme neutre,  sopravvissero nel MI. Un plurale tho esisteva in età elisabettiana. Dei dimostrativi þês, þêos e þis solo quest'ultimo sopravvisse in MI.

Tra i pronomi personali le perdite furono meno gravi poiché qui c'era una maggior necessità di distinguere generi e casi. La prima persona ha nom., gen., dat.-acc. I, min, me, plur. we, our, us. La seconda þu (thou), þin, þe, plur. ye, your, you. La terza masch. he, his, him, femm. heo (sche), hir, hire (her), neutro (h)it, his, (h)it. Il plur. he (þei), here (þair), hem (þem).
 Le nuove formazioni in sh- per il femm. e in th- per il plurale sono di origine settentrionale e sono quelle che si affermeranno. Curioso è l'uso, attestato attorno al 1375, di scrivere sempre il pronome personale singolare "i" nella forma maiuscola "I". È probabile che tale scelta abbia seguito l'esigenza di rendere più visibile questo importante ma allora graficamente poco appariscente pronome personale.

### Verbi
1) La caduta delle e e delle n finali in quasi tutte le forme condurrà a una notevole semplificazione della coniugazione verbale. Questo è il presente di drinken nei dialetti meridionali: drinke, drinkest, drinketh, plur. drinketh. Al preterito nel Nord c'è ormai solo una forma (drank) per tutte le persone.
2) I verbi inglesi hanno due forme principali: il simple present e il continuous present. Il primo indica azioni abituali; si forma togliendo "to" dall'infinito del verbo. Per tutte le persone si usa la forma base preceduta dal soggetto, con l'eccezione della terza persona singolare che aggiunge la desinenza -e oppure -es alla forma base. Il secondo si usa per indicare un'azione che si svolge in quel momento; si forma con il presente del verbo to be + il gerundio del verbo in questione. Il gerundio si forma a sua volta aggiungendo -ing all'infinito tematico (infinito senza "to").

### Pronomi interrogativi e relativi
Esistono due pronomi interrogativi: who [hwoː] (masch. e femm.) e what [hwat] (neutro). Derivano direttamente dall'AI hwâ e hwæt. Il genitivo è whos [hwoːs] per tutti i generi, il dativo-accusativo risp. whom [hwom] e what [hwat].

Who ha anche funzione di pronome interrogativo indefinito (mod. whoever). Le altre forme sono impiegate sia come pronomi interrogativi che relativi. In funzione di pronome relativo si inizia a fare ampio uso di what e di which, entrambi usati per tutti i generi e numeri.

### Avverbi
Con la perdita di -ch finale la desinenza -lich (rimasta nel tedesco moderno) diventa -ly e trova un vasto impiego come indicatore della funzione avverbiale (deep, deeply).
Un esempio di MI, dalla "Ballad Of Our Lady" di Dunbar
Hale, sterne superne! Hale in eterne,
In Godis sicht to schyne!
Lucerne in derne [luce nelle tenebre], for to discerne,
Be glory and grace devyne;
Hodiern, modern, sempitern,
Angelicall regyne!

### Grammatiche
- Fernand Mossé, Manuel de l’anglais du Moyen Âge, Tome II, 1945